# Conistra canilinea
Conistra canilinea là một loài bướm đêm trong họ Noctuidae.